# Афроєвразія

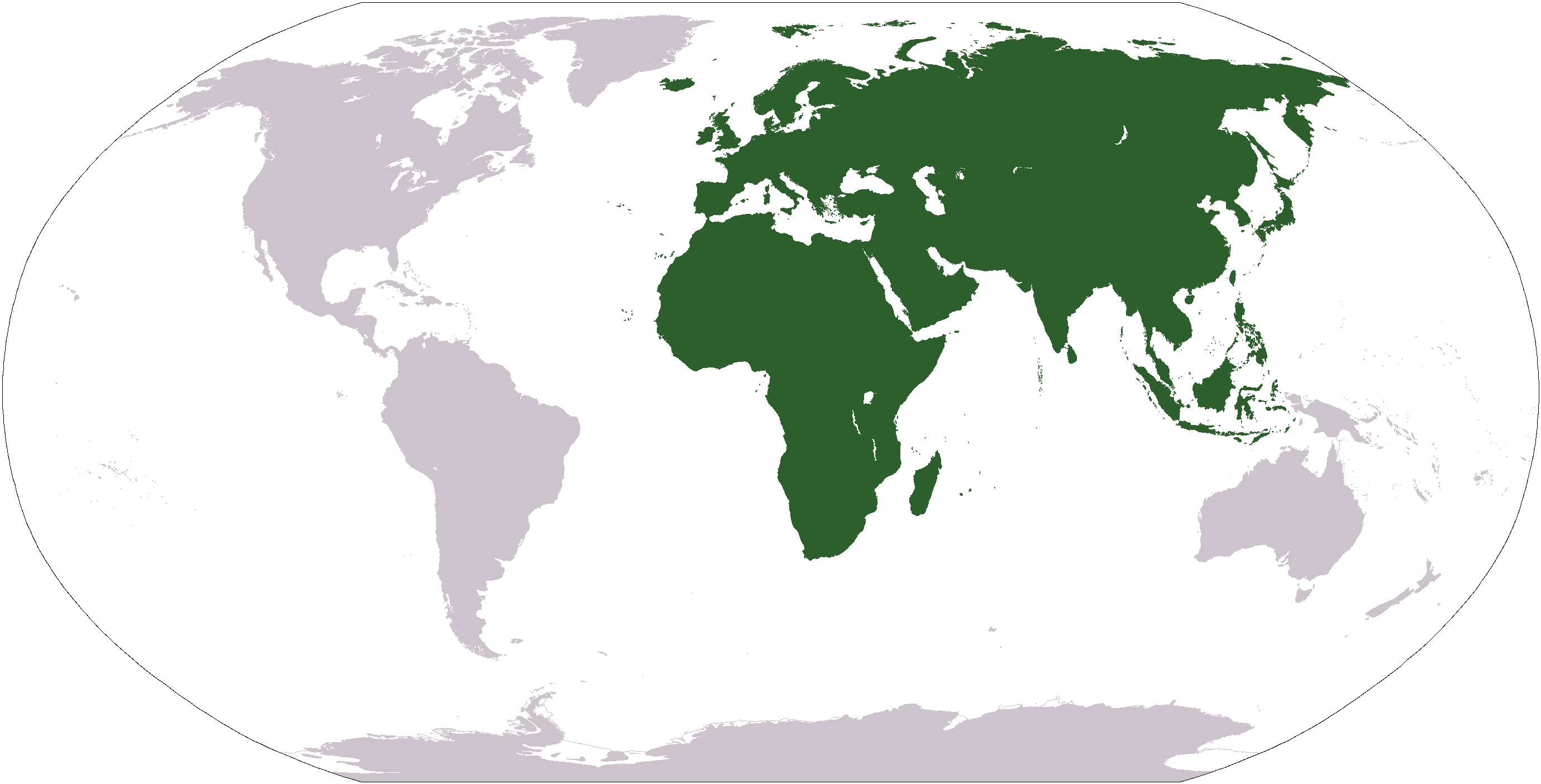
Афроєвразія

Афроєвразія — суперконтинент, де сьогодні проживає 85% людства. Суецький канал розділяє цей суперконтинент на континенти Африка і Євразія. Остання також поділяється на Європу та Азію. 

## Інтернет-ресурси
- Interactive scholarly edition, with critical English translation and multimodal resources mashup (publications, images, videos) Engineering Historical Memory.